# Désert d'Alvord
Le désert d'Alvord (nommé d'après Benjamin Alvord) est un désert au sud-est de la Steens Mountain situé dans le comté de Harney, dans l'Oregon au sud-ouest des États-Unis. Il mesure environ 19 x 11 km, situé à une altitude d'environ 1 200 m.
Deux chaînes le séparent de l'océan Pacifique : les chaînes côtières du Pacifique et la chaîne des Cascades. Par ces deux chaînes et la montagne Steens Mountain, la topographie crée une ombre pluviométrique : le désert reçoit environ 180 mm de pluie par an.
Pendant la saison sèche, la surface est assez plate pour conduire un véhicule ou pour faire atterrir un petit aéronef. Un record de vitesse terrestre fut établi en 1976 à 843 km à l'heure.

## Faune
Malgré l'aridité, on observe tout de même de la faune sauvage. Des mustangs se désaltèrent parfois aux sources à l'est du désert. Dans les zones où des sources chaudes se déversent dans la plaine, surtout autour des sources d'Alvord, on peut normalement voir nicher des courlis à long bec. À l'intérieur de la playa (plaine) résident de nombreux pluviers kildir et neigeux et parfois l'avocette d'Amérique. Les eaux déversantes des sources coulent d'habitude sur un ou deux km dans le désert et leur portée délimite approximativement leur zone d'habitat. La Steens Mountain Wilderness à proximité contient des populations de mouflon canadien, de cerf mulet, d'élan et d'antilocapre. Plus à l'ouest se trouve le Malheur National Wildlife Refuge, un lieu populaire pour l'observation des oiseaux.

## Galerie

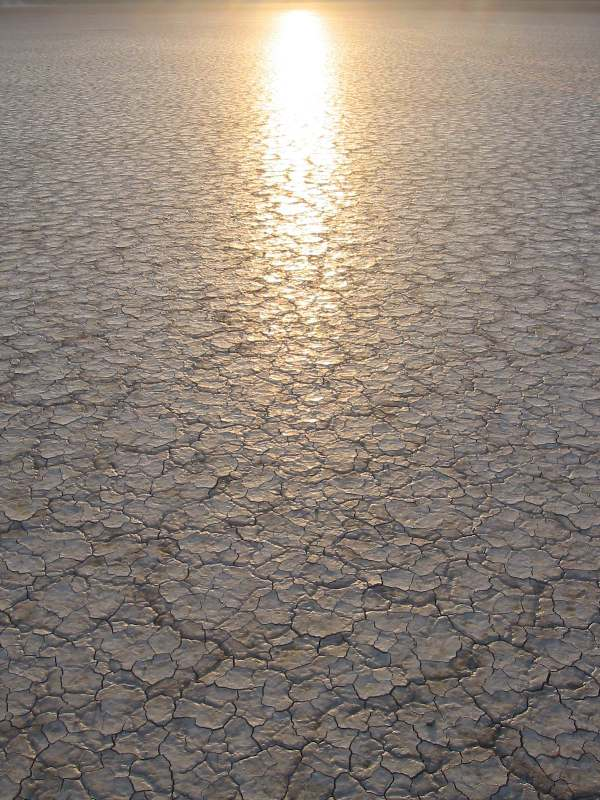
Coucher du soleil reflet de la playa
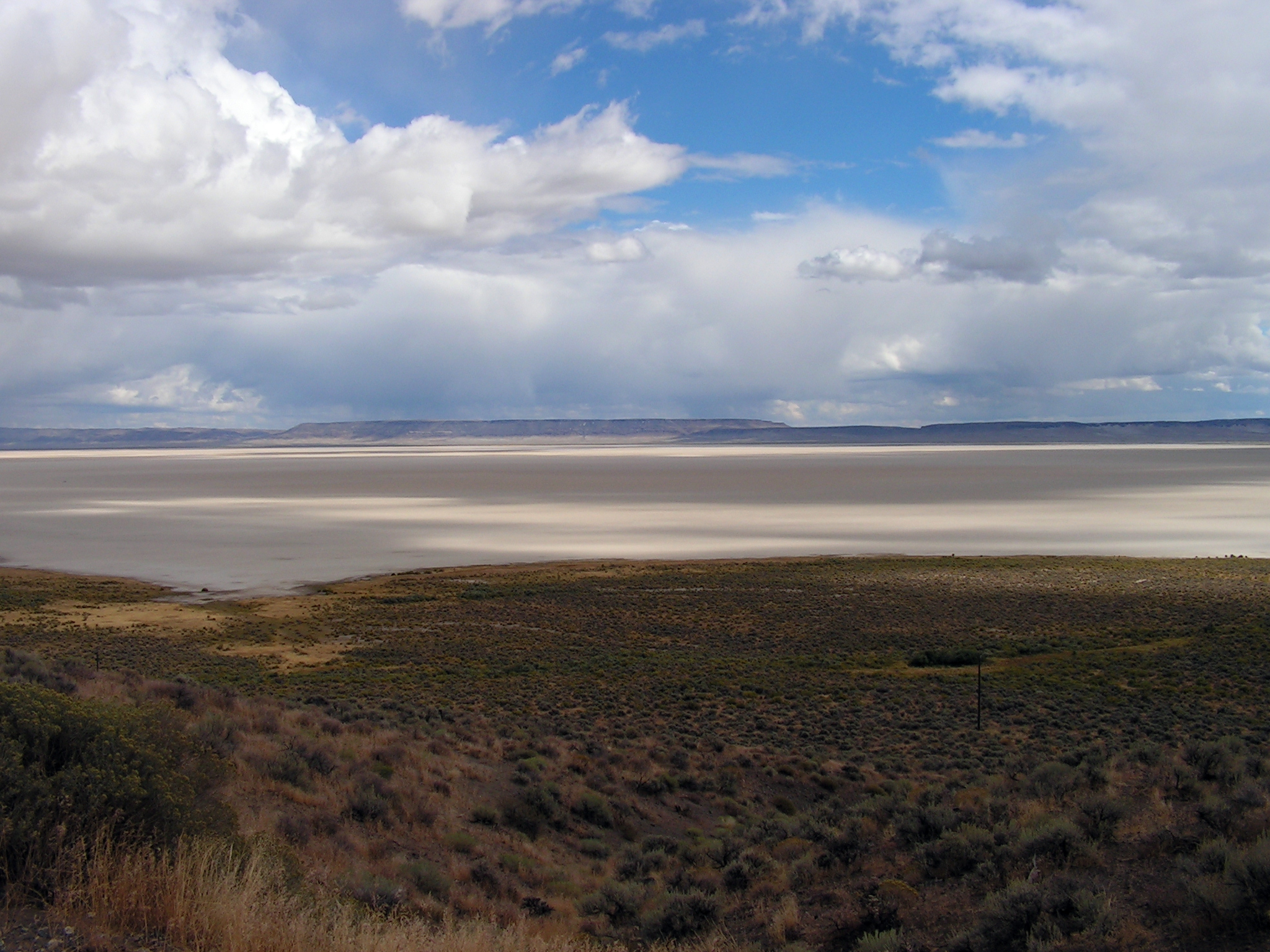
Vue de l'ouest
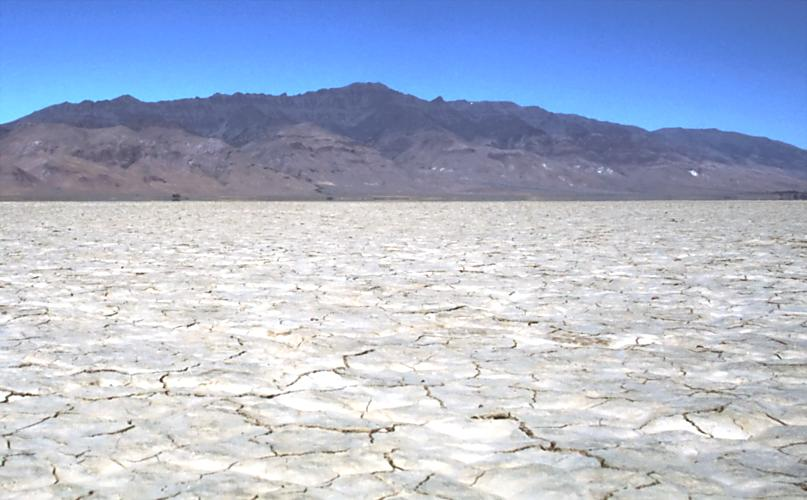
Steens Mountain au nord-ouest
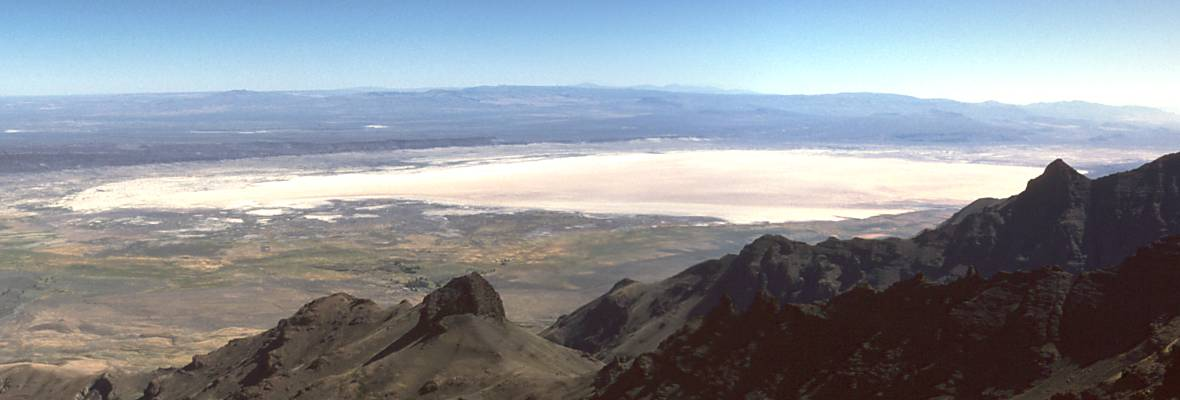
La playa, vue de Steens Mountain